# Chilicola gibbosa
Chilicola gibbosa är en biart som beskrevs av Michener 2002. Chilicola gibbosa ingår i släktet Chilicola och familjen korttungebin. Inga underarter finns listade i Catalogue of Life.